# Őregyház
Őregyháza (románul Straja, németül Hohenwarte) település Romániában, Fehér megyében. Közigazgatásilag Berve községhez tartozik.

## Fekvése
Gyulafehérvártól mintegy 15 km-re keletre található.

## Története
1274-ben Euryghaz néven említik először, mint katolikus lakossággal rendelkező települést, amelynek önálló plébániája és temploma van. A település azonban korábban elnéptelenedhetett, mert több említés nem esik katolikus lakóiról. A 15. század táján románokkal népesedik be a falu.
A trianoni békeszerződésig Alsó-Fehér vármegye Alvinci járásához tartozott. Trianon óta Románia része.

## Lakossága
1910-ben 1164 lakosából 1158 román, 6 magyar volt.
2002-ben 383 lakosa volt, melyből 375 román, 5 magyar, 3 cigány volt.